# 關門口街

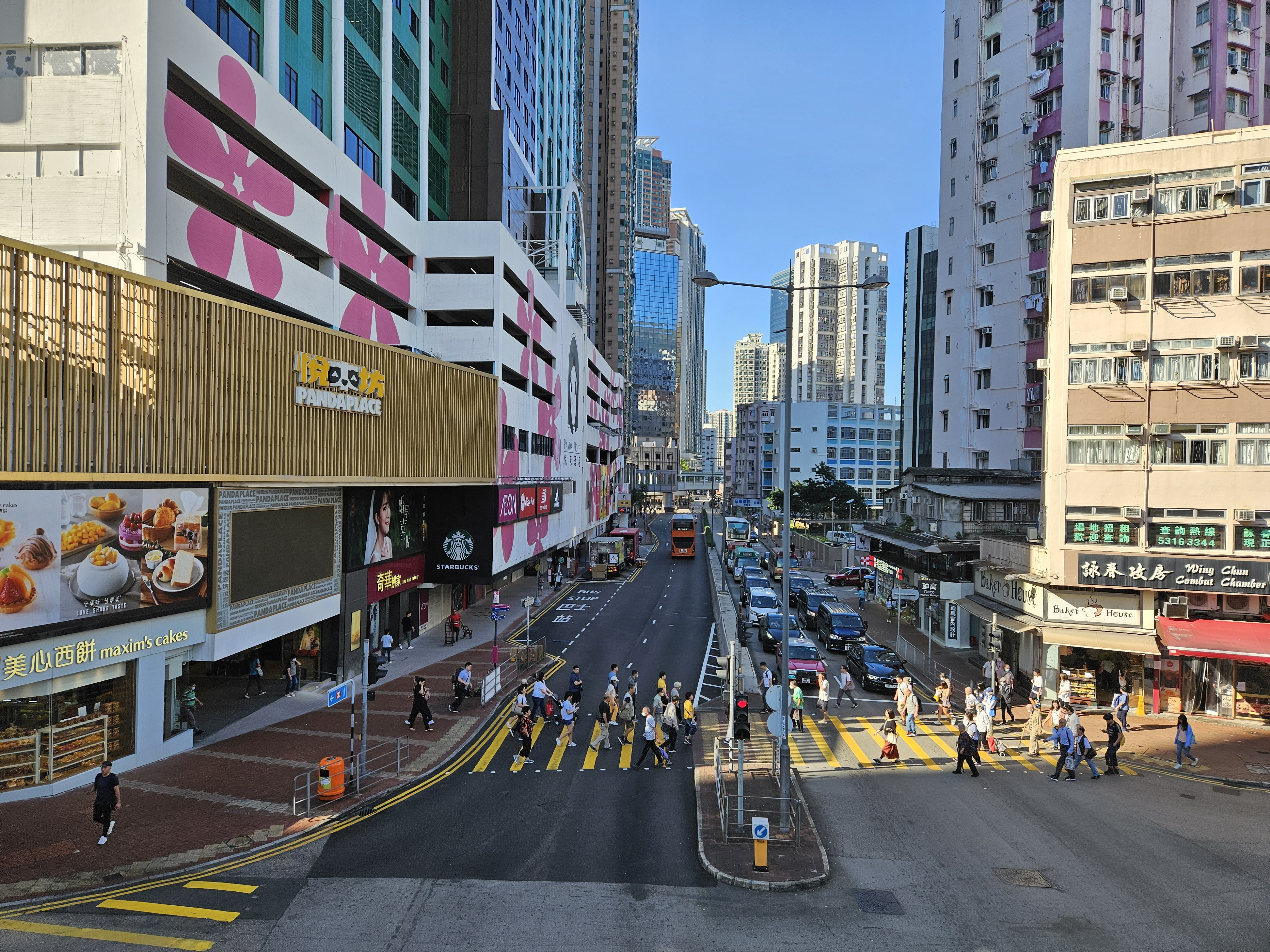
近荃富街的一段

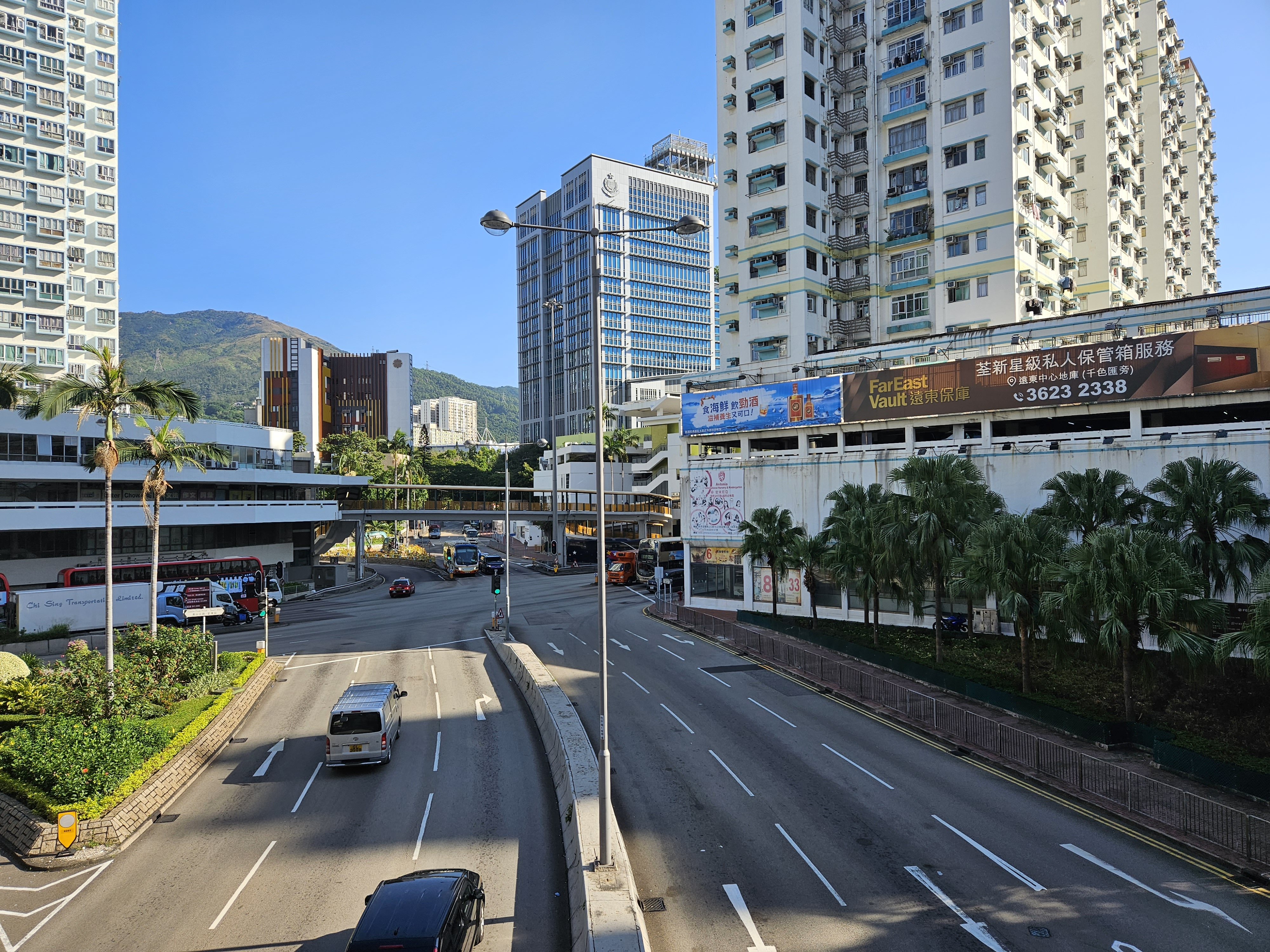
近青山公路－荃灣段的一段

關門口街（英語：Kwan Mun Hau Street）是香港荃灣區的一條街道，南北走向，連接青山公路－荃灣段和沙咀道。其名稱取自鄰近的關門口村。

## 交匯道路（由北至南）
- 城門道
- 青山公路－荃灣段
- 荃灣街市街
- 荃富街
- 荃樂街
- 德華街
- 沙咀道
- 聯仁街

## 鄰近建築
- 仁濟醫院
- 悅來酒店
- 荃灣花園
- 名逸居
- 荃灣天主教小學